# Norderfriedrichskoog
Norderfriedrichskoog település Németországban, Schleswig-Holstein tartományban. Lakosainak száma 43 fő (2023. december 31.).

## Népesség
A település népességének változása:
| Lakosok száma | 59   | 53   | 54   | 43   | 46   | 43   |
|               | 1975 | 2017 | 2019 | 2021 | 2022 | 2023 |